# 東鷲宮ニュータウン
東鷲宮ニュータウン（ひがしわしのみやニュータウン）は、埼玉県久喜市にある大規模マンション群である。

## 概要
JR東鷲宮駅の東側にあり、現在マンションの立地が進んでいる。また、マンションのほかにも団地や新興住宅地になっている。団地や新興住宅地の規模は大きく、人口が増え続けている。最近では、公園スペースも確保され、桜田運動公園をはじめとするたくさんの公園もある。
人口が増え続けているため、ベスタ東鷲宮やダイエー（現：イオン）といったショッピングセンターもつくられた。人口急増のため、ニュータウン内にある久喜市立桜田小学校、久喜市立東鷲宮小学校は、児童の数が急激に増えたため、学校の敷地内にプレハブを造るなどの事態になっている。